# Coelioxys mimetica
Coelioxys mimetica är en biart som beskrevs av Holmberg 1916. Coelioxys mimetica ingår i släktet kägelbin, och familjen buksamlarbin. Inga underarter finns listade i Catalogue of Life.